# Сонячна система
Со́нячна систе́ма — планетна система, що включає центральну зорю Сонце і менші об'єкти, які обертаються навколо його орбіти — планети і їх супутники, карликові планети, астероїди, комети, метеорна речовина тощо. Сонце сформувалося шляхом гравітаційного стиснення газопилової хмари приблизно 4,567 млрд років тому. Сонячна система є частиною галактики Чумацький Шлях.
Сонце становить ≈99,85 % маси Сонячної системи, а газові планети-гіганти (Юпітер, Сатурн, Уран і Нептун) становлять 99 % решти маси. Як і в інших зорях, у надрах Сонця ефективно відбуваються термоядерні реакції з виділенням енергії. Планети за фізичними характеристиками поділяють на дві групи планети земної групи та газові-гіганти. Ближче до Сонця розташовані планети земної групи: Меркурій, Венера, Земля, Марс. Далі від Сонця знаходяться набагато більші й масивніші газові планети-гіганти: Юпітер, Сатурн, Уран, Нептун. Планети земної групи порівняно невеликі, їхня густина ≈5 г/см³; вони складаються переважно з важких хімічних елементів; мають гаряче металеве ядро, оточене мантією із силікатних порід, і верхній шар — кору. Газові-гіганти не мають твердої поверхні, бо за хімічним складом (99 % водню і гелію) і густиною (≈1 г/см³) вони нагадують зорі, а їхня велика маса спричиняє нагрівання ядер до температури понад +10 000 °С. Найбільші газові-гіганти, що входять до складу Сонячної системи — Юпітер і Сатурн — складаються головним чином з водню і гелію; менші планети-гіганти — Уран і Нептун — крім водню і гелію, переважно містять воду, метан і аміак, такі планети виділяються в окремий клас «крижаних гігантів». Шість планет з восьми та чотири карликові планети мають природні супутники. Юпітер, Сатурн, Уран та Нептун оточені кільцями пилу та інших частинок.
У Сонячній системі є дві області, заповнені малими тілами. Пояс астероїдів, що знаходиться між Марсом і Юпітером, схожий за складом із планетами земної групи, оскільки складається з силікатів та металів. Найбільшими об'єктами поясу астероїдів є карликова планета Церера та астероїди Паллада, Веста та Гігея. За орбітою Нептуна розташовуються транснептунові об'єкти, що складаються із замерзлої води, аміаку і метану, найбільшими з яких є Плутон, Седна, Гаумеа, Макемаке, Квавар, Орк та Еріда. У Сонячній системі існують й інші популяції малих тіл, такі як планетні квазісупутники і троянці, навколоземні астероїди, кентаври, Дамоклоїди, а також комети, метеороїди і космічний пил.
Сонячний вітер (потік плазми від Сонця) створює бульбашку у міжзоряному середовищі, звану геліосферою, яка простягається до краю розсіяного диска і має форму схожу на круасан. Гіпотетична хмара Оорта, що служить джерелом довгоперіодичних комет, може простягатися на відстань приблизно в тисячу разів далі за геліосферу.

## Загальний опис

Анімація руху Сонця та планет навколо центру Галактики (планети пропорційно збільшені)

Сонячна система складається з гравітаційно пов'язаних небесних тіл: масивного центрального тіла — Сонця — та численних об'єктів, що обертаються навколо нього. Це вісім великих планет (Меркурій, Венера, Земля, Марс, Юпітер, Сатурн, Уран, Нептун), понад 100 їхніх супутників, пояс астероїдів та пояс Койпера, комети, метеороїди та космічний пил. Пояс Койпера, який містить близько 70—100 тис. об'єктів діаметром понад 100 км, виявлено у 1992—2000 рр. завдальшки 30—50 а. о. від Сонця. До нього належить, зокрема, Плутон, який 26-та Генеральна асамблея Міжнародного астрономічного союзу 2006 року перекласифікувала з планети на карликову планету.
Головна роль у Сонячній системі належить Сонцю. Його маса приблизно в 750 разів перевищує масу всіх інших тіл, що входять до системи. Гравітаційне тяжіння Сонця є визначальною силою для руху всіх тіл Сонячної системи. Середня відстань від Сонця до найдальшої від нього планети Нептун становить 30 а. о., тобто 4,5 млрд км, що дуже мало в порівнянні з відстанями до найближчих зір. Тільки деякі комети віддаляються від Сонця на 1015 а. о. і можуть відчувати істотний вплив тяжіння інших зір.

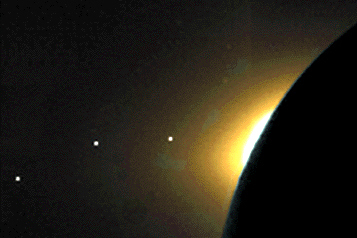
Екліптика у сонячному світлі та Місяць. Зліва направо: Меркурій, Марс, Сатурн.

За сучасними уявленнями Сонце й Сонячна система утворилися близько 4,6 млрд років тому внаслідок гравітаційного стискання хмари міжзоряного газу й пилу.
Більша частина маси об'єктів, пов'язаних із Сонцем гравітацією, міститься у восьми відносно відокремлених планетах, що мають майже кругові орбіти й розташовані в межах майже плоского диска — площини екліптики. Чотири менші внутрішні планети: Меркурій, Венера, Земля та Марс, звані також планетами земної групи, складаються здебільшого з силікатів та металів. Чотири зовнішні планети: Юпітер, Сатурн, Уран та Нептун, звані також газовими гігантами, значною мірою складаються з водню та гелію та набагато масивніші, ніж планети земної групи.

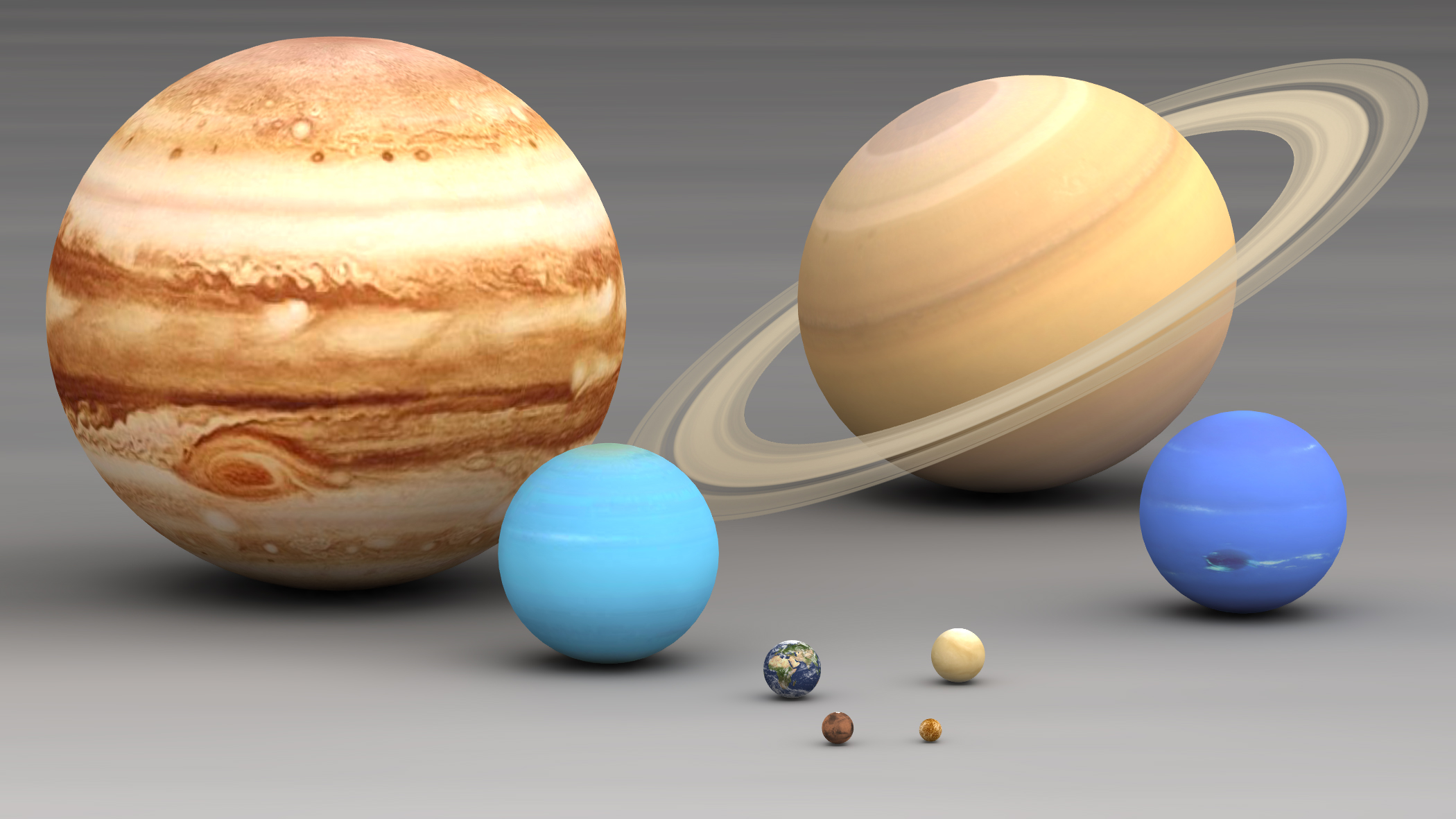
Порівняння розмірів планет: Юпітер, Сатурн, Уран, Нептун, Земля, Венера, Марс і Меркурій.

У Сонячній системі є дві ділянки, заповнені малими тілами. Пояс астероїдів, що розташований між Марсом і Юпітером, за складом подібний до планет земної групи, оскільки складається переважно з силікатів і металів. Найбільшими об'єктами поясу астероїдів є Церера, Паллада та Веста. За орбітою Нептуна розташовано транснептунові об'єкти, що містять багато замерзлої води, аміаку та метану. Найбільшими з них є Плутон, Седна, Гаумеа, Макемаке та Ерида. Додатково до тисяч малих тіл у цих двох ділянках є інші популяції різноманітних дрібних тіл, таких як комети, метеороїди та космічний пил, що рухаються навколо Сонця.
Шість із восьми планет та три карликові планети мають природні супутники. Кожна з зовнішніх планет оточена кільцями пилу та інших частинок.
Сонячний вітер (потік плазми від Сонця) утворює в міжзоряному середовищі «міхур», який називається геліосферою і простягається до краю розсіяного диска. Гіпотетична хмара Оорта, що слугує джерелом довгоперіодичних комет, може сягати приблизно в тисячу разів більшої відстані.
Сонячна система входить до складу Чумацького Шляху.
Під час руху в Галактиці Сонячна система час від часу потрапляє до міжзоряних газопилових хмар. Внаслідок високої розрідженості речовини цих хмар занурення Сонячної системи в хмару може виявитися лише в невеликому поглинанні й розсіюванні сонячних променів. Вплив цього ефекту в історії Землі наразі не встановлений.
Сонячна система, як і будь-яка система, що обертається, має момент кількості руху (МКР). Головна частина його (близько 90 %) пов'язана з орбітальним рухом навколо Сонця масивних Юпітера й Сатурна. Осьове обертання Сонця становить лише 2 % МКР усієї Сонячної системи, хоча маса Сонця становить понад 99,8 % загальної маси. Такий розподіл МКР між Сонцем і планетами зумовлений повільним обертанням Сонця й величезними розмірами планетної системи — її поперечник у кілька тисяч разів більший, ніж поперечник Сонця.
Усі великі планети — Меркурій, Венера, Земля, Марс, Юпітер, Сатурн, Уран і Нептун — обертаються навколо Сонця в одному напрямку (у напрямку осьового обертання самого Сонця), майже круговими орбітами, площини яких мають невеликий нахил одна до одної (і до площини сонячного екватора).
Площину земної орбіти — екліптику — вважають основною площиною для відліку нахилу орбіт планет та інших тіл, що обертаються навколо Сонця. Відстані в Сонячній системі зазвичай вимірюють в астрономічних одиницях — середня відстань від Землі до Сонця, що приблизно дорівнює 150 млн км.
Відстані деяких тіл Сонячної системи від Сонця. Ліва та права межа кожного прямокутника відповідає перигелію та афелію тіла, відповідно, довгі прямокутники позначають високий ексцентриситет орбіти.

## Термінологія
Іноді Сонячну систему поділяють на регіони. Внутрішня частина Сонячної системи включає чотири планети земної групи і пояс астероїдів. Зовнішня частина починається за межами поясу астероїдів і включає чотири газових гіганти. Після відкриття поясу Койпера найвіддаленішою частиною Сонячної системи вважають регіон, що складається з об'єктів, розташованих далі, ніж Нептун.

Діаграма Ейлера, що показує типи тіл Сонячної системи

Усі об'єкти Сонячної системи, які обертаються навколо Сонця, офіційно поділяються на три категорії: планети, карликові планети і малі тіла Сонячної системи. Планета — будь-яке тіло на орбіті навколо Сонця, яке є достатньо масивним, щоб набути сферичної форми, але недостатньо масивне для початку термоядерного синтезу, і яке змогло очистити околиці своєї орбіти від планетезималей. Згідно з цим визначенням у Сонячній системі є вісім відомих планет: Меркурій, Венера, Земля, Марс, Юпітер, Сатурн, Уран та Нептун. Плутон не відповідає цьому визначенню, оскільки не очистив свою орбіту від навколишніх об'єктів поясу Койпера. Карликова планета — небесне тіло, яке обертається по орбіті навколо Сонця; яке є достатньо масивним, щоб під дією власних сил гравітації підтримувати близьку до кулястої форму; але яке не очистило простір своєї орбіти від планетозималей і не є супутником планети. За цим визначенням у Сонячній системі є п'ять визнаних карликових планет: Церера, Плутон, Гаумеа, Макемаке та Ерида. У майбутньому інші об'єкти можуть бути класифіковані як карликові планети, наприклад, Седна, Орк і Квавар. Карликові планети, орбіти яких розташовуються в регіоні транснептунових об'єктів, називають плутоїдами. Інші об'єкти, що обертаються навколо Сонця, — малі тіла Сонячної системи.
Терміни газ, лід і камінь використовують, щоб описати різні класи речовин, які зустрічаються у Сонячній системі. Камінь використовується, щоб описати сполуки з високими температурами конденсації чи плавлення, які залишалися в протопланетарній туманності у твердому стані майже за будь-яких умов. Кам'яні сполуки зазвичай включають силікати та метали, такі як залізо і нікель. Вони переважають у внутрішній частині Сонячної системи, формуючи більшість планет земної групи та астероїди. Гази — речовини з надзвичайно низькими температурами плавлення і високим тиском насиченої пари, такі як молекулярний водень, гелій та неон, які в туманності завжди були в газоподібному стані. Вони домінують в середній частині Сонячної системи, складаючи більшу частину Юпітера і Сатурна. Льоди таких речовин, як вода, метан, аміак, сірководень та вуглекислий газ мають температури плавлення до декількох сотень кельвінів, а їх термодинамічна фаза залежить від навколишніх тиску і температури. Вони можуть зустрічатися у вигляді льоду, рідини або газу в різних регіонах Сонячної системи, в туманності ж вони були в твердій або газовій фазі. Більшість супутників планет-гігантів містить крижані субстанції, також вони складають більшу частину Урана і Нептуна (так званих «крижаних гігантів») і численних малих об'єктів, розташованих за орбітою Нептуна. Гази і льоди разом класифікують як леткі речовини.

## Склад

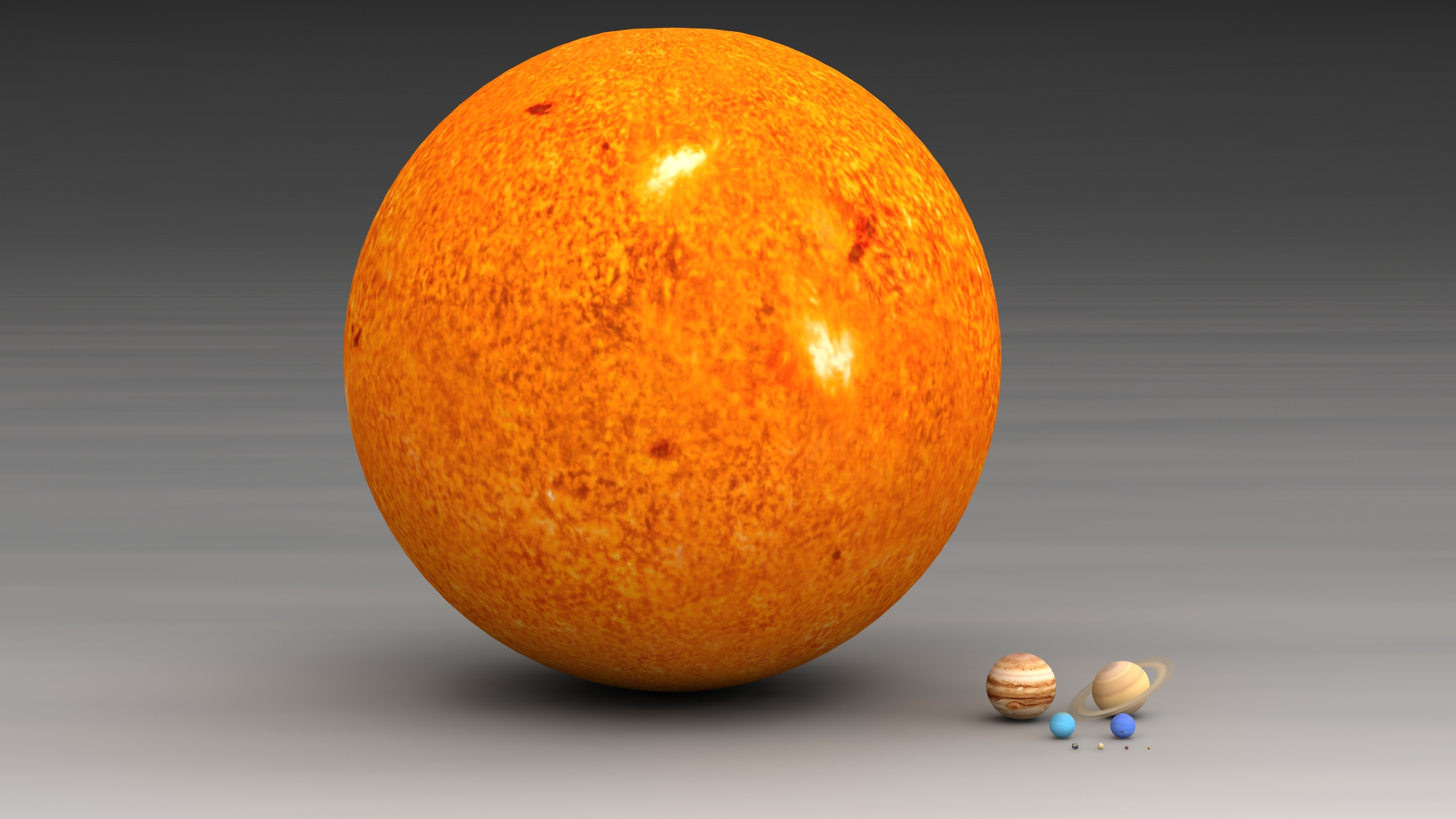
Порівняння розмірів Сонця та планет

### Сонце
Сонце — єдина зоря Сонячної системи та її головна складова. Його маса (332 900 мас Землі) досить велика для підтримання термоядерних реакцій синтезу в його надрах, внаслідок яких вивільняється велика кількість енергії, що випромінюється в простір здебільшого у вигляді електромагнітного випромінювання, максимум якого припадає на діапазон хвиль довжиною 400—700 нм, який відповідає видимому світлу.
За зоряною класифікацією Сонце — типова зоря головної послідовності класу G2. На головній послідовності перебуває більшість зір, а Сонце розташоване на ній приблизно посередині. Яскравіші та гарячіші від Сонця зорі досить рідкісні, а тьмяніші та холодніші червоні карлики становлять 85 % зір у Чумацькому Шляху.
Розташування Сонця на головній послідовності означає, що воно ще не вичерпало свій запас водню для ядерного синтезу й не досягло середини своєї еволюції. Зараз Сонце поступово стає яскравішим, на ранніх стадіях його яскравість становила лише 70 відсотків теперішньої.
Сонце — зоря I типу зоряного населення, воно утворилося на порівняно пізньому етапі розвитку Всесвіту й характеризується значним вмістом елементів, важчих від водню та гелію (в астрономії такі елементи називають «металами»), ніж старші зорі II типу. Елементи, важчі за водень і гелій, утворилися в надрах перших зір, тому, перш ніж Всесвіт було збагачено цими елементами, мало проеволюціонувати перше покоління зір.
Вважається, що висока металічність була вкрай важлива для появи у Сонця планетної системи, тому що планети формуються акрецією «металів».

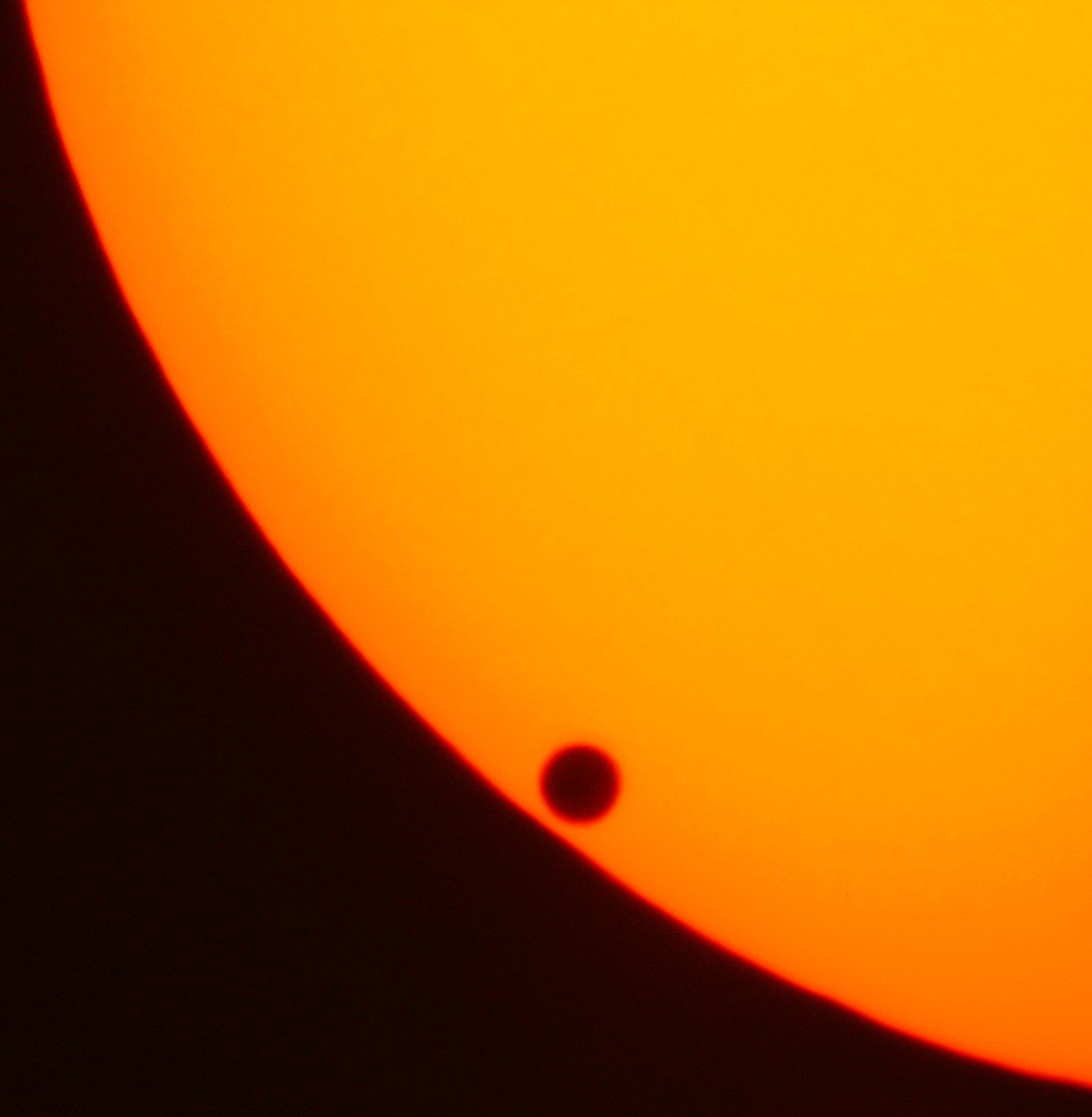
Проходження Венери по диску Сонця

#### Міжпланетне середовище
Нарівні зі світлом, Сонце випромінює безперервний потік заряджених частинок (плазми), відомих як сонячний вітер. Цей потік частинок поширюється зі швидкістю приблизно 1,5 млн км на годину, наповнюючи навколосонячний простір і створюючи геліосферу, яка простягається на відстань принаймні 100 а. о. від Сонця. Вона відома як міжпланетне середовище. Прояви активності на поверхні Сонця, такі як сонячні спалахи та корональні викиди маси, збурюють геліосферу, породжуючи космічну погоду. Найбільша структура в межах геліосфери — геліосферний струмовий шар; спіральна поверхня, створена впливом обертового магнітного поля Сонця на міжпланетне середовище.
Магнітне поле Землі заважає сонячному вітру зірвати атмосферу Землі. Венера і Марс не мають магнітного поля, і в результаті сонячний вітер поступово здуває їхні атмосфери в космос. Корональні викиди маси і подібні явища змінюють магнітне поле і виносять величезну кількість речовини з поверхні Сонця — близько 109—1010 тонн на годину. Взаємодіючи з магнітним полем Землі, ця речовина потрапляє переважно у приполярні шари атмосфери Землі, де виникають полярні сяйва, що найчастіше спостерігаються поблизу магнітних полюсів.
Геліосфера та, меншою мірою, планетарні магнітні поля частково захищають Сонячну систему від впливу космічних променів, які походять ззовні Сонячної системи. Як щільність космічних променів у міжзоряному середовищі, так і напруженість магнітного поля Сонця змінюються з часом, таким чином, рівень космічного випромінювання в Сонячній системі непостійний, хоча величина відхилень достеменно невідома.
Міжпланетне середовище є місцем формування принаймні двох дископодібних областей космічного пилу. Зодіакальна пилова хмара розташована у внутрішній частині Сонячної системи і є причиною, по якій виникає зодіакальне світло. Ймовірно, вона виникла внаслідок зіткнень у межах поясу астероїдів. Друга область простягається на відстані приблизно від 10 до 40 а. о. та, імовірно, виникла внаслідок подібних зіткнень між об'єктами поясу Койпера.

### Планети
Планети поділяються на дві групи, що відрізняються масою, хімічним складом (це виявляється значною різницею їх густини), швидкістю обертання та кількістю супутників. Чотири найближчі до Сонця планети (планети земної групи) порівняно невеликі, складаються здебільшого з щільної кам'янистої речовини та металів. Планети-гіганти — Юпітер, Сатурн, Уран і Нептун — набагато масивніші, складаються здебільшого з легких речовин і тому, незважаючи на величезний тиск у їхніх надрах, мають малу густину. У Юпітера й Сатурна основну частку їхньої маси складають водень і гелій. Вони містять також до 20 % кам'янистих речовин і легких сполук кисню, вуглецю й азоту, що за низьких температур конденсуються на лід. В Урана й Нептуна лід і кам'янисті речовини становлять дещо більшу частину їхньої маси.
Надра планет і деяких великих супутників (наприклад, Місяця) перебувають у розплавленому стані. У планет земної групи й супутників внаслідок малої теплопровідності зовнішніх шарів тепловиділення невелике. У планет-гігантів конвекція в їхніх надрах призводить до помітного потоку тепла з надр, що може навіть перевищувати потік, одержуваний ними від Сонця.
Венера, Земля й Марс мають атмосфери, що складаються з газів, які виділилися з їхніх надр. У планет-гігантів атмосфери являють собою безпосереднє продовження їхніх надр: ці планети не мають твердої чи рідкої поверхні. Зі збільшенням глибини атмосферні гази поступово переходять у конденсований стан.
Відстані планет від Сонця утворюють закономірну послідовність — проміжки між сусідніми орбітами зростають із віддаленням від Сонця. Ці закономірності руху планет у поєднанні з розподілом їх на дві групи за фізичними властивостями вказують на те, що Сонячна система не є випадковим скупченням космічних тіл, а утворилася в єдиному процесі. Тому вивчення кожного з тіл Сонячної системи робить внесок у висвітлення походження всієї Сонячної системи, а разом з тим — і походження, еволюцію та сучасну будову нашої Землі.
Завдяки майже круговій формі планетних орбіт і великим відстаням між ними виключена можливість тісних зближень між планетами, коли вони могли б істотно змінювати свій рух внаслідок взаємного тяжіння. Це забезпечує тривале та стійке існування Сонячної системи.
Планети обертаються також навколо своїх осей, причому у всіх планет, крім Венери й Урана, обертання відбувається в прямому напрямку, тобто, в тому ж напрямку, що й їх обертання навколо Сонця. Надзвичайно повільне обертання Венери відбувається в зворотному напрямку, а Уран обертається, ніби лежачи на боці.
Усі 4 планети-гіганти, крім великих супутників, мають безліч дрібних, що утворюють кільця.

#### Карликові планети
Це досить великі тіла Сонячної системи. Настільки великі, що власна гравітація надала їм рівноважної форми, яка близька до кулястої. Але на відміну від планет, їхня маса менша, тому їм не вдалося «розчистити» околиці своєї орбіти від інших подібних тіл. Визначення карликової планети ухвалено Міжнародним астрономічним союзом на генеральній асамблеї 2006 року. Відповідно до резолюції Плутон втратив статус великої планети (і таким чином у Сонячній системі залишилося лише вісім великих планет) і набув статусу карликової планети (разом із Церерою, Еридою, Макемаке та Гаумеа).

### Внутрішня частина Сонячної системи
Внутрішня частина включає планети земної групи та астероїди. Всі вони складаються переважно з силікатів і металів. Це невелика частина системи — її радіус менший, ніж відстань між орбітами Юпітера й Сатурна.

#### Планети земної групи

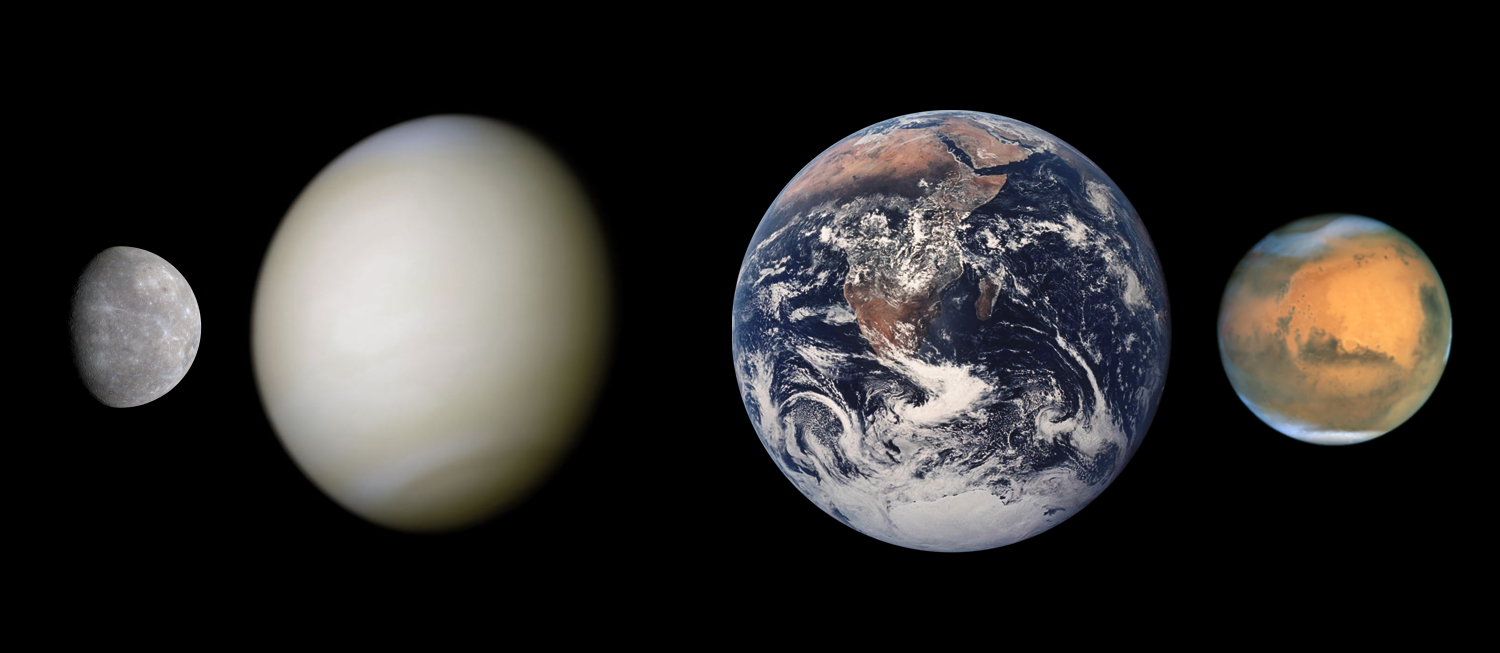
Планети земної групи. Зліва направо: Меркурій, Венера, Земля і Марс (розміри в масштабі, міжпланетні відстані — ні)

Чотири внутрішні планети складаються переважно з важких елементів, мають мало супутників, у них відсутні кільця. Значною мірою вони складаються з тугоплавких мінералів, таких як силікати, що формують їхню мантію та кору, і металів (таких як залізо й нікель), що формують їхнє ядро. У трьох внутрішніх планет — Венери, Землі і Марса — є атмосфера; у всіх є ударні кратери, тектонічні деталі поверхні (такі як рифтові западини) й вулкани.

##### Меркурій
Меркурій є найближчою до Сонця (0,4 а. о.) й найменшою планетою системи (0,055 маси Землі). У Меркурія немає супутників, а його найпомітнішими, після ударних кратерів, деталями рельєфу є численні криволінійні уступи довжиною до сотень кілометрів і висотою до 3 км. Ймовірно, вони виникли при стисканні планети внаслідок поступового остигання її надр.
Меркурій має вкрай розріджену атмосферу. Вона складається з атомів, «вибитих» із поверхні планети сонячним вітром. Велике залізне ядро Меркурія та його тонка кора ще не отримали належного пояснення. Є гіпотеза, яка припускає, що зовнішні шари планети, складені з легких елементів, зірвало внаслідок гігантського зіткнення, яке зменшило розміри планети, а також запобігло повному поглинанню Меркурія молодим Сонцем.

##### Венера
Венера близька за розміром і масою до Землі (її маса становить 0,815 земної). Як і Земля, вона має потужну атмосферу та товсту силікатну оболонку навколо залізного ядра. На поверхні Венери є яскраві ознаки колишньої геологічної активності, в першу чергу вулканізму. Води в складі Венери майже немає, а її атмосфера в дев'яносто разів щільніша за земну. Це найгарячіша планета: температура її поверхні перевищує 400 °C. Причиною цього є парниковий ефект у щільній, багатій на вуглекислий газ атмосфері. Надійних ознак сучасної ендогенної геологічної активності на Венері не виявлено[джерело?], але, оскільки у неї немає магнітного поля, яке запобігло б виснаженню її наявної атмосфери, це дозволяє припустити, що її атмосфера регулярно поповнюється вулканічними виверженнями. Природних супутників у Венери немає.

##### Земля
Земля є найбільшою та найщільнішою серед внутрішніх планет. У Землі є один природний супутник — Місяць, це єдиний великий супутник планет земної групи. Серед планет земної групи Земля є унікальною (насамперед — гідросферою). Атмосфера Землі радикально відрізняється від атмосфер інших планет — вона містить вільний кисень. Питання про наявність життя де-небудь, крім Землі, залишається відкритим.

##### Марс
Марс менший за Землю та Венеру (0,107 маси Землі). Він має атмосферу, що складається переважно з вуглекислого газу, з поверхневим тиском 6,1 мбар (0,6 % від земного). На його поверхні є вулкани, найбільший із яких, Олімп, перевищує розмірами всі земні вулкани, досягаючи висоти 21,2 км. Рифтові западини (долини Марінера) свідчать про колишню тектонічну активність. Сучасної тектонічної та вулканічної активності на Марсі не зареєстровано, але, за деякими оцінками, Олімп востаннє вивергався не більше 2 млн років тому. Червоний колір поверхні Марса зумовлений великою кількістю оксиду заліза в його ґрунті. Планета має два супутники — Фобос і Деймос. Припускається, що вони являють собою захоплені астероїди.

#### Пояс астероїдів

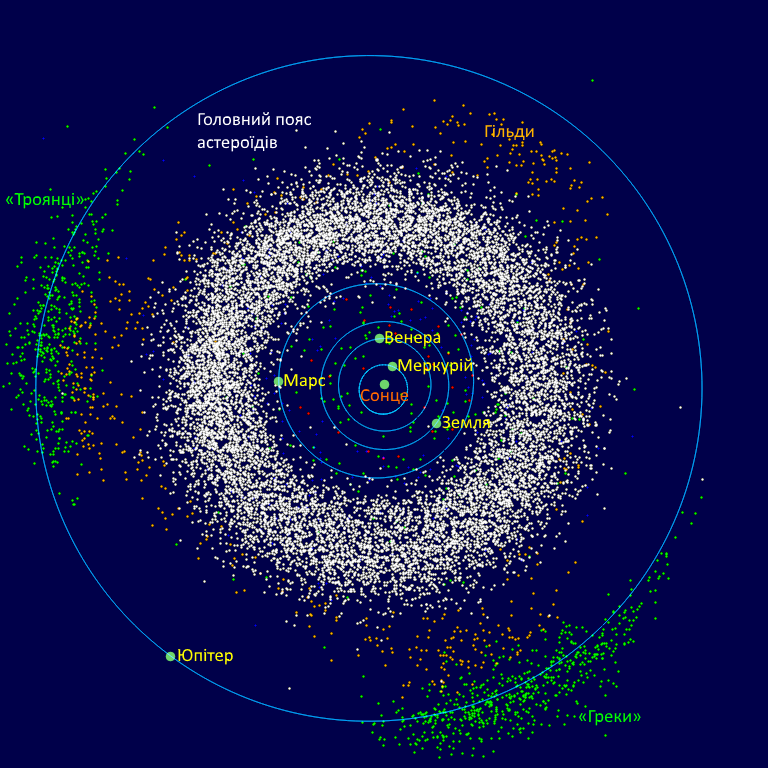
Схема розташування поясу астероїдів у Сонячній системі

| Сонце Троянці Юпітера Орбіти планет | Головний пояс астероїдів Гільди Навколоземні об'єкти |

Астероїди — найпоширеніші малі тіла Сонячної системи. Більшість з них утворюють так званий головний пояс астероїдів, який лежить між орбітами Марса та Юпітера, на відстані від 2,3 до 3,3 а. о. від Сонця. Вважають, що це залишки з часів формування Сонячної системи, які не змогли об'єднатися в одне тіло через гравітаційні збурення Юпітера. Більшість астероїдів обертаються навколо Сонця в тому ж напрямку, що й великі планети, але їхні орбіти здебільшого витягнуті та нахилені до площини екліптики.
Астероїди мають розмір від декількох метрів до сотень кілометрів. Здебільшого їх класифікують як малі тіла Сонячної системи, але деякі з них, наприклад, Веста і Гігея, можуть бути перекласифіковані в карликові планети, якщо буде доведено, що вони набули гідростатично рівноважної форми.
Пояс містить десятки тисяч, можливо — мільйони об'єктів, більших одного кілометра в діаметрі. Попри це, загальна маса астероїдів поясу навряд чи більша однієї тисячної маси Землі. Небесні тіла з діаметрами від 100 мкм до 10 м називають метеороїдами.

##### Групи астероїдів
Астероїди об'єднують у групи та сім'ї на основі характеристик їхніх орбіт. Супутники астероїдів — астероїди, що обертаються по орбіті навколо інших астероїдів. Вони не визначаються так очевидно, як супутники планет, оскільки іноді бувають майже настільки ж великими, як і їхній компаньйон. Пояс астероїдів також містить комети головного поясу астероїдів, які, можливо, були джерелом води на Землі.
Троянські астероїди розташовані в точках Лагранжа L4 і L5 Юпітера (гравітаційно стійкі регіони впливу планети, що переміщуються разом із нею по її орбіті); термін «троянці» також застосовується для астероїдів, що перебувають у точках Лагранжа будь-яких інших планет або супутників (крім троянців Юпітера, відомі троянці Нептуна, Землі, Урана та Марса). Астероїди сім'ї Гільди перебувають у резонансі з Юпітером 2:3, тобто роблять три оберти навколо Сонця за час двох повних обертів Юпітера.
Також у внутрішній Сонячній системі є групи астероїдів з орбітами, розташованими між Меркурієм та Марсом. Орбіти багатьох із них перетинають орбіти внутрішніх планет. Деякі з них є потенційно небезпечними об'єктами.

##### Церера
Церера — карликова планета та найбільше тіло поясу астероїдів. Церера має діаметр трохи менший 1000 км і достатню масу, щоб під дією власної гравітації набути сферичної форми. Після відкриття Цереру класифікували як планету, однак, оскільки подальші спостереження виявили поблизу від Церери ряд астероїдів, у 1850-х її віднесли до астероїдів. Повторно вона була класифікована як карликова планета 2006 року.

### Зовнішня частина Сонячної системи
Зовнішня область Сонячної системи є місцем розташування газових гігантів та їхніх супутників, а також транснептунових об'єктів, астероїдно-кометно-газових об'єктів поясу Койпера, Розсіяного диска і хмари Оорта. Орбіти багатьох короткоперіодичних комет, а також астероїдів-кентаврів, також проходять у цій області. Тверді об'єкти зовнішньої області через велику відстань від Сонця, а отже, набагато нижчу температуру, містять лід воду, аміак і метан.

#### Планети-гіганти

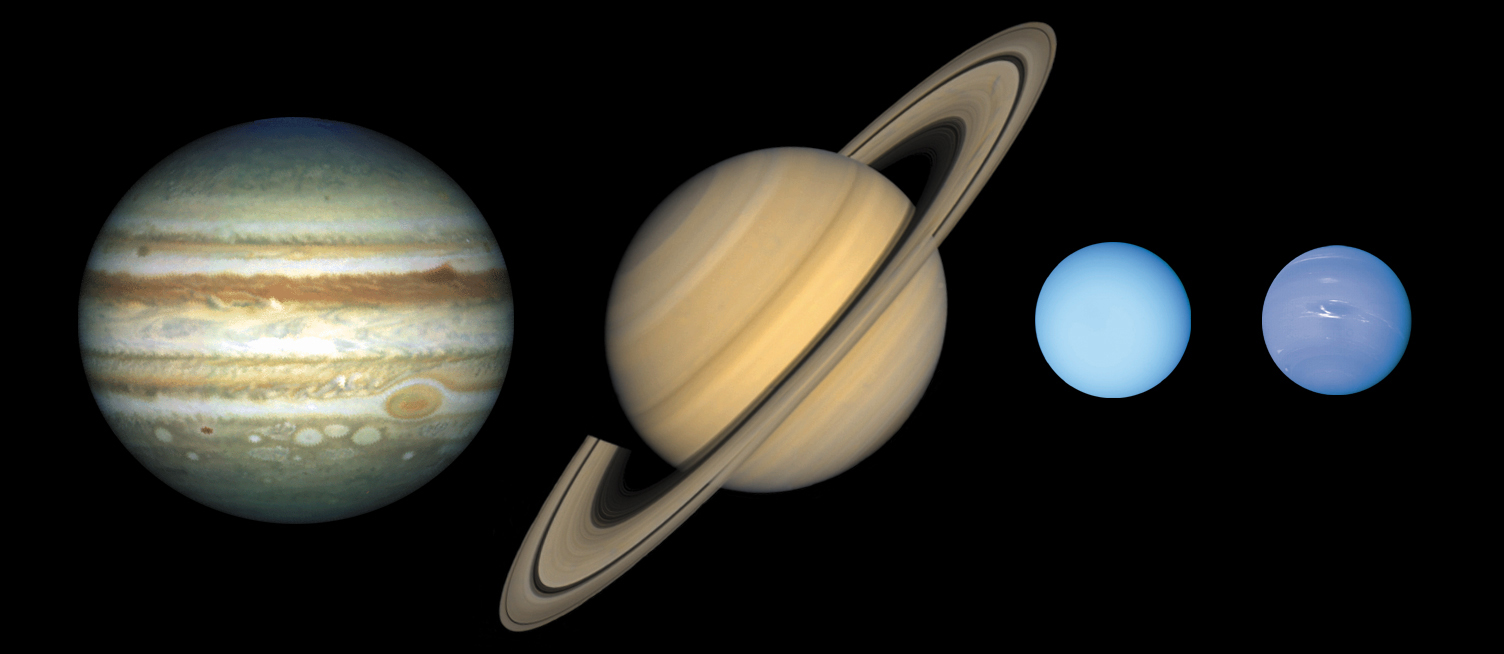
Планети-гіганти. Зліва направо: Юпітер, Сатурн, Уран і Нептун (розміри в масштабі, міжпланетні відстані — ні)

Чотири планети-гіганти, які також називаються газовими гігантами, разом містять 99 % маси речовини, що обертається на орбітах навколо Сонця. Юпітер і Сатурн переважно складаються з водню і гелію; Уран і Нептун мають більший вміст льоду. Через це деякі астрономи класифікують їх у власну категорію — «крижані гіганти». У всіх чотирьох газових гігантів є кільця, хоча лише кільцева система Сатурна легко спостерігається з Землі.

##### Юпітер

Відстань планет до Сонця (в а. о.)

Юпітер має масу, в 318 разів більшу від земної, і є в 2,5 рази масивнішим від усіх інших планет разом узятих. Він складається здебільшого з водню і гелію. Висока внутрішня температура Юпітера викликає появу численних напівпостійних вихрових структур в його атмосфері, таких як смуги хмар і Велика червона пляма.
Юпітер має 79 супутників. Чотири найбільших — Ганімед, Каллісто, Іо та Європа — подібні до планет земної групи ендогенною активністю, зокрема тектонічною, а Іо — навіть вулканічною. Ганімед, найбільший супутник в Сонячній системі, за розмірами перевищує Меркурій.

##### Сатурн
Сатурн, відомий своєю системою кілець, має структуру атмосфери і магнітосфери, дещо подібну до відповідних структур Юпітера. Хоча об'єм Сатурна дорівнює 60 % об'єму Юпітера, маса (95 мас Землі) — менша від третини маси Юпітера; таким чином, Сатурн — найменш щільна планета Сонячної системи (його середня густина менша за густину води).
Сатурн має 82 підтверджених супутники; два з них — Титан і Енцелад — проявляють ознаки геологічної активності. Ця активність, однак, не подібна до земної, оскільки значною мірою обумовлена активністю льоду. Титан, який за розмірами більший за Меркурій, — єдиний супутник в Сонячній системі, що має атмосферу.

##### Уран
Уран з масою, в 14 разів більшою, ніж у Землі, є найлегшою із зовнішніх планет. Унікальним серед інших планет його робить те, що він обертається «лежачи на боці»: нахил осі його обертання до площини екліптики дорівнює приблизно 98°. Якщо інші планети можна порівняти з дзиґою, що обертається, то Уран більше схожий на кульку, яка котиться. Він має набагато холодніше ядро, ніж інші газові гіганти, і випромінює в космос дуже мало тепла.
Відкрито 27 супутників Урана; найбільші з них — Титанія, Оберон, Умбріель, Аріель і Міранда.

##### Нептун
Нептун, хоча і дещо менший від Урана, але масивніший (17 мас Землі) і тому щільніший. Він випромінює більше внутрішнього тепла, але не так багато, як Юпітер чи Сатурн.
Нептун має 14 відомих супутників. Найбільший з них — Тритон, є геологічно активним, з гейзерами рідкого азоту. Тритон — єдиний великий супутник, що рухається в зворотному напрямку. Також Нептун супроводжують астероїди, що називаються троянцями Нептуна, які перебувають з ним в резонансі 1:1.

#### Комети

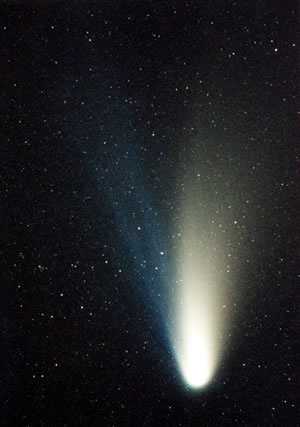
Комета Гейла — Боппа

Комети рухаються здебільшого витягнутими орбітами, що близькі до параболічних. Деякі комети мають орбіти порівняно невеликих розмірів — десятки і сотні астрономічних одиниць. У них переважають прямі рухи, тобто їхнє обертання відбувається в тому ж напрямку, що й обертання планет.
Ядра комет за своїм елементним i хімічним складом споріднені до планет-гігантів: вони складаються з водяного льоду і льодів різних газів із домішкою кам'янистих речовин. Майже всі малі планети за своїм складом подібні до кам'янистих планет земної групи. Тільки Хірон, що рухається між орбітами Сатурна і Урана, ймовірно, подібний до крижаних ядер комет та невеликих супутників далеких від Сонця планет.
Уламки малих планет, що утворюються під час їхніх зіткнень одна з одною, іноді випадають на Землю у вигляді метеоритів. У малих планет, саме внаслідок їхніх невеликих розмірів, надра прогрівалися значно менше, ніж у планет земної групи, і тому їхня речовина зазнала лише невеликих змін від часу їхнього утворення. Радіоізотопні виміри віку метеоритів свідчать, що вони, а отже, і вся Сонячна система, існують близько 5 млрд років. Цей вік Сонячної системи узгоджується з вимірами віку найдавніших земних та місячних порід.
Динамічні та фізичні особливості будови Сонячної системи вказують на те, що планети сформувалися з газопилової речовини, яка раніше утворювала протопланетну хмару навколо Сонця. Планети земної групи утворилися в результаті акумуляції кам'янистих твердих часток, а в планет-гігантів утворення почалося з акумуляції кам'янисто-крижаних часток, а потім на деякому етапі їхнього зростання доповнилося приєднанням газів, в основному водню і гелію.
В результаті нового дослідження, яке було опубліковане в 2023 році у науковому журналі Icarus, яке стосувалося, перш за все, вивчення хімічного складу стародавніх метеоритів, вчені припустили, що Сонячна система приблизно на 1,1 млн років старша, ніж показували попередні оцінки. Тобто їй може бути не 4,5673 млрд років, а 4,5684 млрд років (плюс-мінус 240 тисяч років).

#### Кентаври
Кентаври — крижані кометоподібні об'єкти з великою піввіссю, більшою, ніж у Юпітера (5,5 а. о.) і меншою, ніж у Нептуна (30 а. о.). Найбільший з відомих кентаврів, Харікло, має діаметр близько 250 км. Перший виявлений кентавр, Хірон, також класифікований як комета (95P), оскільки при наближенні до Сонця у нього з'являється кома, як і в комет.

#### Транснептунові об'єкти
Простір за Нептуном, або «регіон транснептунових об'єктів», все ще значною мірою не досліджений. Ймовірно, він містить лише малі тіла, що складаються переважно з каменів та льоду. Цей регіон іноді також включають у «зовнішню Сонячну систему», хоча зазвичай цей термін використовують, щоб позначати простір за поясом астероїдів і до орбіти Нептуна.

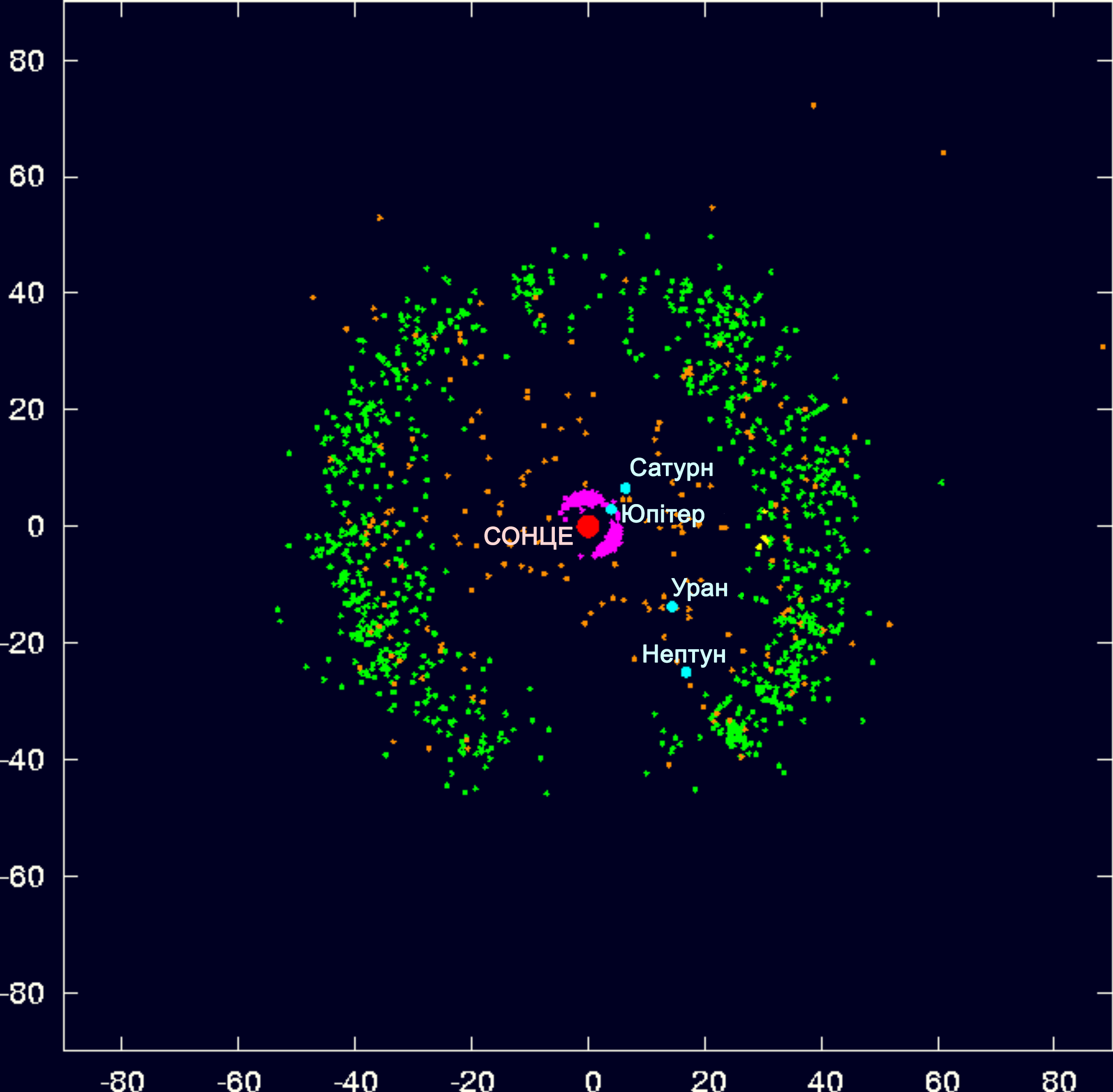
Відомі об'єкти поясу Койпера (зелені), показані відносно чотирьох зовнішніх планет. Масштаб показаний в астрономічних одиницях. Темна ділянка внизу картинки — область, розташована для земного спостерігача на фоні Чумацького Шляху, яскравість зір якого не дозволяє розрізнити тьмяні об'єкти

##### Пояс Койпера
Пояс Койпера — область реліктів часів утворення Сонячної системи, є великим поясом уламків, подібним до поясу астероїдів, але складається переважно з льоду. Простягається між 30 і 55 а. о. від Сонця. Складений переважно малими тілами Сонячної системи, але багато з найбільших об'єктів поясу Койпера, такі як Квавар, Варуна і Орк, можуть бути перекласифіковані в карликові планети після уточнення їхніх параметрів. За оцінками, понад 100 000 об'єктів поясу Койпера мають діаметр понад 50 км, але повна маса поясу дорівнює лише одній десятій чи навіть одній сотій маси Землі. Багато з об'єктів поясу мають численні супутники, і в більшості об'єктів орбіти розташовуються поза площиною екліптики.
Пояс Койпера може бути наближено поділений на «класичні» та резонансні об'єкти (переважно плутино). Резонансні об'єкти перебувають в орбітальному резонансі з Нептуном (наприклад, здійснюючи два оберти на кожні три оберти Нептуна, або один на кожні два). Найближчі до Сонця резонансні об'єкти можуть перетинати орбіту Нептуна. Класичні об'єкти поясу Койпера не перебувають з Нептуном в орбітальному резонансі і розташовуються на відстані приблизно від 39,4 до 47,7 а. о. від Сонця. Елементи класичного поясу Койпера класифіковані як к'юбівано, від індексу першого виявленого об'єкта — (15760) 1992 QB1 («QB1» вимовляється як «к'ю-бі-ван»); і мають близькі до колових орбіти з малим кутом нахилу до екліптики.

###### Плутон
Плутон — карликова планета, найбільший відомий об'єкт поясу Койпера. Після виявлення в 1930 році вважався дев'ятою планетою; ситуація змінилася у 2006 році з прийняттям формального визначення планети. У Плутона помірний ексцентриситет орбіти з нахилом 17 градусів до площини екліптики, і він то наближається до Сонця на відстань 29,6 а. о., стаючи до нього ближче Нептуна, то віддаляється на 49,3 а. о.
Харон, найбільший супутник Плутона, інколи описується як подвійна планетарна система з Плутоном, оскільки центр мас системи Плутон — Харон розташовується поза ними. Чотири менших супутники — Нікта, Гідра, Кербер і Стікс — обертаються навколо Плутона і Харона.

Плутон перебуває з Нептуном в орбітальному резонансі 3:2 — на кожні три оберти Нептуна навколо Сонця припадає два оберти Плутона, увесь цикл займає 500 років. Об'єкти поясу Койпера, орбіти яких мають такий же резонанс, називаються плутино.

###### Гаумеа
Гаумеа — карликова планета. Має сильно витягнуту форму і період обертання навколо власної осі близько 4 годин. Два супутники і ще принаймні вісім транснептунових об'єктів є частиною сім'ї Гаумеа, яка сформувалася мільярди років тому з крижаних уламків, після того, як велике зіткнення зруйнувало крижану мантію Гаумеа. Орбіта карликової планети має великий нахил — 28°.

###### Макемаке
Макемаке — спочатку позначався як 2005 FY9, у 2008 році отримав ім'я і був оголошений карликовою планетою. Наразі є другим за видимою яскравістю в поясі Койпера після Плутона. Найбільший з відомих класичних об'єктів поясу Койпера (які не перебувають у підтвердженому резонансі з Нептуном). У Макемаке ще не виявлено супутників. Має діаметр від 50 до 75 % діаметра Плутона, орбіта нахилена на 29°, ексцентриситет близько 0,16.

###### Квавар
Квавар — транснептуновий об'єкт, другий за розмірами (після Макемаке) відомий класичний об'єкт (не перебуває в підтвердженому резонансі з Нептуном) поясу Койпера. Орбіта нахилена на 8°, ексцентриситет близько 0,038. Має систему кілець та один відомий супутник — Вейвот.

###### Орк
Орк — транснептуновий об'єкт поясу Койпера, плутино (перебуває в орбітальному резонансі з Нептуном 2:3, як і Плутон). Має один супутник  — Вант.

###### Інші
Обговорюється надання статусу карликових планет іншим транснептуновим об'єктам.

##### Розсіяний диск
Розсіяний диск частково перекривається з поясом Койпера, але простягається набагато далі за його межі і, ймовірно, є джерелом короткоперіодичних комет. Вважається, що об'єкти розсіяного диска були викинуті на випадкові орбіти гравітаційним впливом Нептуна в період його міграції на ранній стадії формування Сонячної системи: одна з концепцій базується на припущенні про те, що Нептун та Уран сформувалися ближче до Сонця, ніж вони є зараз, а потім перемістилися на свої сучасні орбіти. Багато об'єктів розсіяного диска (SDO) мають перигелій в межах поясу Койпера, але їхній афелій може простягатися до 150 а. о. від Сонця. Орбіти об'єктів також досить нахилені до площини екліптики і часто майже перпендикулярні їй. Деякі астрономи вважають, що розсіяний диск — це область поясу Койпера, і описують об'єкти розсіяного диска як «розсіяні об'єкти поясу Койпера». Деякі ж астрономи також класифікують кентаври як розсіяні всередину об'єкти поясу Койпера, нарівні з розсіяними назовні об'єктами розсіяного диска.

###### Ерида
Ерида (68 а. о. в середньому) — найбільший відомий об'єкт розсіяного диска. Оскільки її діаметр спочатку був оцінений в 2400 км, тобто принаймні на 5 % більше, ніж у Плутона, то її відкриття викликало суперечки про те, що саме слід називати планетою. Вона є однією з найбільших відомих карликових планет. У Ериди є один супутник — Дизномія. Як і у Плутона, її орбіта є надзвичайно витягнутою, з перигелієм 38,2 а. о. (приблизна відстань Плутона від Сонця) та афелієм 97,6 а. о.; і орбіта сильно (44,177°) нахилена до площини екліптики.

### Віддалені області

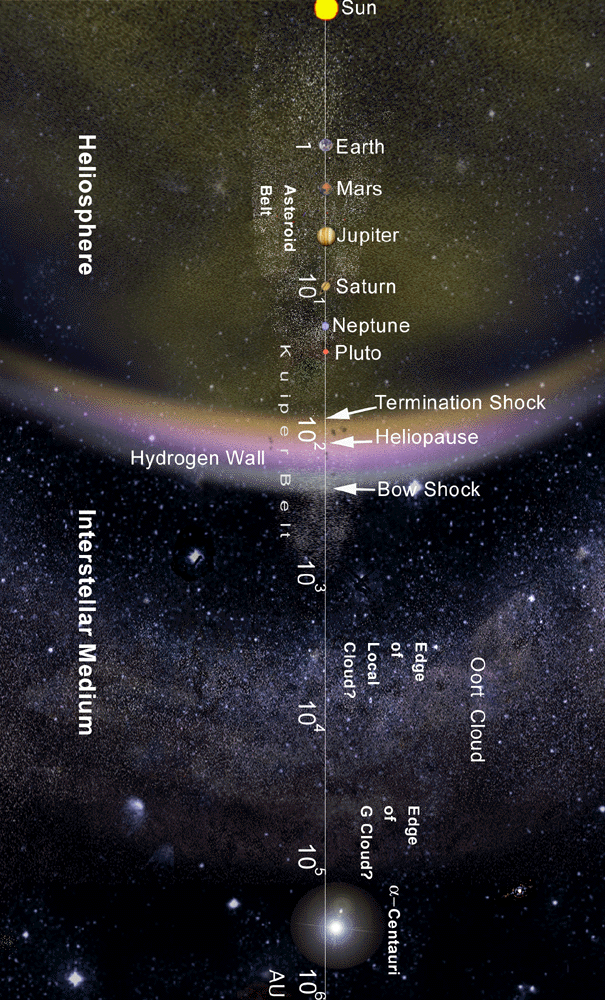
Від Сонця до найближчої зорі: Сонячна система у логарифмічній шкалі в астрономічних одиницях

Відповідь на питання про те, де саме закінчується Сонячна система й починається міжзоряний простір, є неоднозначною. Найсуттєвішими вважають два фактори: сонячний вітер і сонячне тяжіння. Зовнішня межа сонячного вітру — геліопауза, де гідродинамічний тиск сонячної плазми врівноважується міжзоряним. Усередині цієї оболонки сонячне магнітне поле витісняє галактичне. Геліопауза розташована в чотири рази далі, ніж Плутон, і вважається початком міжзоряного середовища. Однак припускають, що відстань, на якій гравітація Сонця є визначальною (сфера Гілла), майже в тисячу разів більша.

#### Геліосфера
Міжзоряне середовище в околицях Сонячної системи неоднорідне. Спостереження показують, що Сонце рухається зі швидкістю близько 25 км/с крізь Місцеву міжзоряну хмару і може покинути її протягом наступних 10 тисяч років. Велику роль у взаємодії Сонячної системи з міжзоряним середовищем відіграє сонячний вітер.
Наша планетна система існує у вкрай розрідженій «атмосфері» сонячного вітру — потоку заряджених частинок (в основному водневої і гелієвої плазми), з величезною швидкістю випромінюваних із сонячної корони. Середня швидкість сонячного вітру, що спостерігається на Землі, становить 450 км/с. Ця швидкість перевищує швидкість поширення магнітогідродинамічних хвиль, тому при взаємодії з перешкодами плазма сонячного вітру поводить себе аналогічно до надзвукового потоку газу. В міру віддалення від Сонця щільність сонячного вітру слабшає і настає момент, коли він більше не може стримувати тиск міжзоряної речовини. В процесі зіткнення утворюється декілька перехідних областей.
Спочатку сонячний вітер гальмується, стає щільнішим, теплішим і турбулентним. Момент цього переходу називається границею ударної хвилі (англ. termination shock) і перебуває на відстані близько 85—95 а. о. від Сонця (за даними, отриманими з космічних станцій «Вояджер-1» і «Вояджер-2», які перетнули цю межу у грудні 2004 року і серпні 2007).
Ще приблизно через 40 а. о. сонячний вітер зіштовхується з міжзоряною речовиною і остаточно зупиняється. Ця межа, яка відділяє міжзоряне середовище від речовини Сонячної системи, називається геліопаузою. За формою вона схожа на бульбашку, витягнуту в протилежний до руху Сонця бік. Область простору, обмежена геліопаузою, називається геліосферою.
Згідно з даними апаратів «Вояджер», ударна хвиля з південного боку виявилася ближче, ніж з північного (73 і 85 астрономічних одиниць відповідно). Точні причини цього поки невідомі; згідно з першими припущеннями, асиметричність геліопаузи може бути викликана дією надслабких магнітних полів у міжзоряному просторі Галактики.
З іншого боку геліопаузи, на відстані порядку 230 а. о. від Сонця, вздовж головної ударної хвилі (bow shock) відбувається гальмування з космічних швидкостей міжзоряної речовини, що налітає на Сонячну систему.
Жоден космічний корабель ще не вийшов з геліопаузи, таким чином, неможливо знати напевне умови в місцевій міжзоряній хмарі. Очікується, що «Вояджери» пройдуть геліопаузу приблизно між 2014 і 2027 роками і передадуть цінні дані відносно рівнів випромінювання і сонячного вітру. Недостатньо зрозуміло, наскільки добре геліосфера захищає Сонячну систему від космічних променів. Команда, що фінансується NASA, розробила концепцію місії «Vision Mission» — відправлення зонда до границі геліосфери.

#### Хмара Оорта

Рисунок, що ілюструє можливий вигляд хмари Оорта

Гіпотетична хмара Оорта — сферична хмара крижаних об'єктів (аж до трильйона), яка є джерелом довгоперіодичних комет. Передбачувана відстань до зовнішніх границь хмари Оорта від Сонця становить від 50 000 а. о. (приблизно 1 світловий рік) до 100 000 а. о. (1,87 св. років). Вважається, що об'єкти, які складають хмару, сформувалися біля Сонця і були розсіяні далеко в космос гравітаційними ефектами планет-гігантів на ранньому етапі розвитку Сонячної системи.

##### Седна
Седна (525,86 а. о. в середньому) — великий, подібний до Плутона, червонуватий об'єкт з гігантською, надзвичайно витягнутою еліптичною орбітою, від приблизно 76 а. о. в перигелії до 975 а. о. в афелії і періодом 12 050 років. Майкл Браун, який відкрив Седну в 2003 році, стверджує, що вона не може бути частиною розсіяного диска чи поясу Койпера, оскільки її перигелій занадто далекий, щоб пояснюватися дією міграції Нептуна. Він та інші астрономи вважають, що цей об'єкт є першим виявленим об'єктом нової популяції, яка також може включати об'єкт 2000 CR105 з перигелієм 45 а. о., афелієм 415 а. о. і орбітальним періодом 3420 років. Браун називає цю популяцію «внутрішньою хмарою Оорта», оскільки цілком ймовірно, що вона сформувалася з допомогою процесу, подібного до формування хмари Оорта, хоча і набагато ближче до Сонця. Седна, ймовірно, могла б бути визнана карликовою планетою, якби була визначена її форма.

#### Гіпотетичні об'єкти
20 січня 2016 року астрономи з Каліфорнійського технологічного інституту Костянтин Батигін і Майкл Браун повідомили про можливу дев'яту планету на околиці Сонячної системи, за межами орбіти Плутона. Планета приблизно в десять разів масивніша, ніж Земля, віддалена від Сонця приблизно у 20 разів далі, ніж Нептун (90 мільярдів кілометрів), і робить оберт навколо Сонця за 10 000—20 000 років. На думку Майкла Брауна, ймовірність того, що ця планета реально існує, «можливо, 90 %». Поки що вчені називають цю гіпотетичну планету просто «Дев'ята планета» (англ. Planet Nine).
У грудні 2018 року під час пошуку дев'ятої планети астрономи з Інституту науки Карнегі, а також Гавайського і Каліфорнійського університетів знайшли найбільш віддалений з усіх відомих науці об'єктів Сонячної системи — астероїд 2018 VG18, який вони згодом назвали «Farout» (англ. — далеко).

## Формування та еволюція Сонячної системи
Відповідно до загальноприйнятої зараз гіпотези, формування Сонячної системи почалося близько 4,6 млрд років тому з гравітаційного стиснення невеликої частини гігантської міжзоряної газопилової хмари. Ця початкова хмара, ймовірно, сягала за розмірами декількох світлових років і була прародичем для декількох зір.

В процесі стиснення розміри газопилової хмари зменшувалися і, через закон збереження моменту імпульсу, зростала швидкість обертання хмари. Центр, де зібралася більша частина маси, ставав усе гарячішим у порівнянні з навколишнім диском. Через обертання хмари швидкості її стиснення паралельно і перпендикулярно осі обертання відрізнялися, що призвело до ущільнення хмари, формування характерного протопланетного диска діаметром близько 200 а. о. і гарячої, щільної протозорі в центрі. Вважається, що на цій стадії еволюції Сонце було зорею типу T Тельця. Вивчення зір типу Т Тельця показує, що вони часто оточені протопланетними дисками з масами 0,001—0,1 мас Сонця, з переважним процентом маси туманності, зосередженої безпосередньо в зорі. Планети формуються шляхом акреції з цього диска.

Орбіти об'єктів Сонячної системи

Протягом 50 млн років тиск і густина водню в центрі протозорі стали достатньо високими для початку термоядерної реакції. Температура, швидкість реакції, тиск і густина збільшувалися, доки не було досягнуто гідростатичної рівноваги з тепловою енергією, яка протидіяла силі гравітаційного стиснення. На цьому етапі Сонце стало повноцінною зорею головної послідовності.
Сонячна система, ймовірно, проіснує доти, доки Сонце не почне розвиватися поза головною послідовністю діаграми Герцшпрунга—Рассела. Оскільки Сонце спалює запаси водневого палива, то енергія, яка підтримує ядро, вичерпується, змушуючи Сонце стискатися. Це збільшує тиск в його надрах і нагріває ядро, таким чином прискорюючи спалювання палива. В результаті Сонце стає яскравішим приблизно на десять відсотків кожні 1,1 млрд років, і стане ще на 40 % яскравішим протягом наступних 3,5 млрд років.
Приблизно через 7 млрд років водень в сонячному ядрі буде повністю перетворений в гелій, що завершить фазу головної послідовності; Сонце стане субгігантом. Ще через 600 млн років зовнішні шари Сонця розширяться приблизно у 260 разів порівняно з сучасними розмірами — Сонце перейде на стадію червоного гіганта. Через сильне збільшення площі поверхні вона буде набагато холоднішою, ніж при перебуванні на головній послідовності (2600 К). Різко збільшившись, Сонце, ймовірно, поглине найближчі планети Меркурій та Венеру. Земля, можливо, уникне поглинання зовнішніми сонячними оболонками, але стане абсолютно безжиттєвою, оскільки придатна для життя зона зміститься до зовнішніх країв Сонячної системи.
Зрештою, в результаті розвитку термічних нестійкостей, зовнішні шари Сонця будуть викинуті в навколишній простір, утворивши планетарну туманність, в центрі якої залишиться лише невелике зоряне ядро — білий карлик, надзвичайно щільний об'єкт з половиною початкової маси Сонця, але розміром лише як у Землі. Ця туманність поверне частину матеріалу, який сформував Сонце, у міжзоряне середовище.

## Галактична орбіта

Структура Чумацького Шляху. Розташування Сонячної системи позначено великою жовтою точкою

Сонячна система є частиною Чумацького Шляху — спіральної галактики, що має діаметр близько 30 тисяч парсек (або 100 тисяч світлових років) і складається з близько 200 млрд зір. Сонячна система розташована поблизу площини симетрії галактичного диска (на 20—25 парсек вище, тобто північніше від нього), на відстані близько 8 тисяч парсек (27 тисяч світлових років) від галактичного центра (практично на рівній відстані від центра Галактики і її краю), на краю рукава Оріона — одного з галактичних рукавів Чумацького Шляху.
Сонце обертається навколо галактичного центра по майже коловій орбіті зі швидкістю близько 254 км/с (уточнено в 2009 р.) і здійснює повний оберт приблизно за 230 млн років. Цей проміжок часу називається галактичним роком. Сонячний апекс (напрямок шляху Сонця через міжзоряний простір) розташований в сузір'ї Геркулеса неподалік напрямку поточного розташування яскравої зорі Вега[відсутнє в джерелі].
Крім колового руху по орбіті, Сонячна система здійснює вертикальні коливання відносно галактичної площини, перетинаючи її кожні 30—35 млн років і опиняючись то в північній, то в південній галактичній півкулі.
Розташування Сонячної системи в галактиці, ймовірно, впливає на еволюцію життя на Землі. Її орбіта практично колова, і швидкість приблизно дорівнює швидкості спіральних рукавів, завдяки чому вона проходить крізь них надзвичайно рідко. Це дає Землі тривалі періоди міжзоряної стабільності для розвитку життя, оскільки спіральні рукави мають значну концентрацію потенційно небезпечних наднових.
Сонячна система також перебуває на значній відстані від галактичного центру, де зорі розташовані набагато щільніше. Біля центра гравітаційні впливи сусідніх зір могли збурити об'єкти хмари Оорта й спрямувати багато комет у внутрішню Сонячну систему, викликавши зіткнення з катастрофічними наслідками для життя на Землі. Інтенсивне випромінювання галактичного центра також могло вплинути на розвиток високоорганізованого життя.
Деякі вчені висувають гіпотезу, що, незважаючи на сприятливе розташування Сонячної системи, навіть протягом останніх 35 000 років життя на Землі зазнавало впливу наднових, що могли викидати частинки радіоактивного пилу і великі кометоподібні об'єкти.

### Оточення Сонця

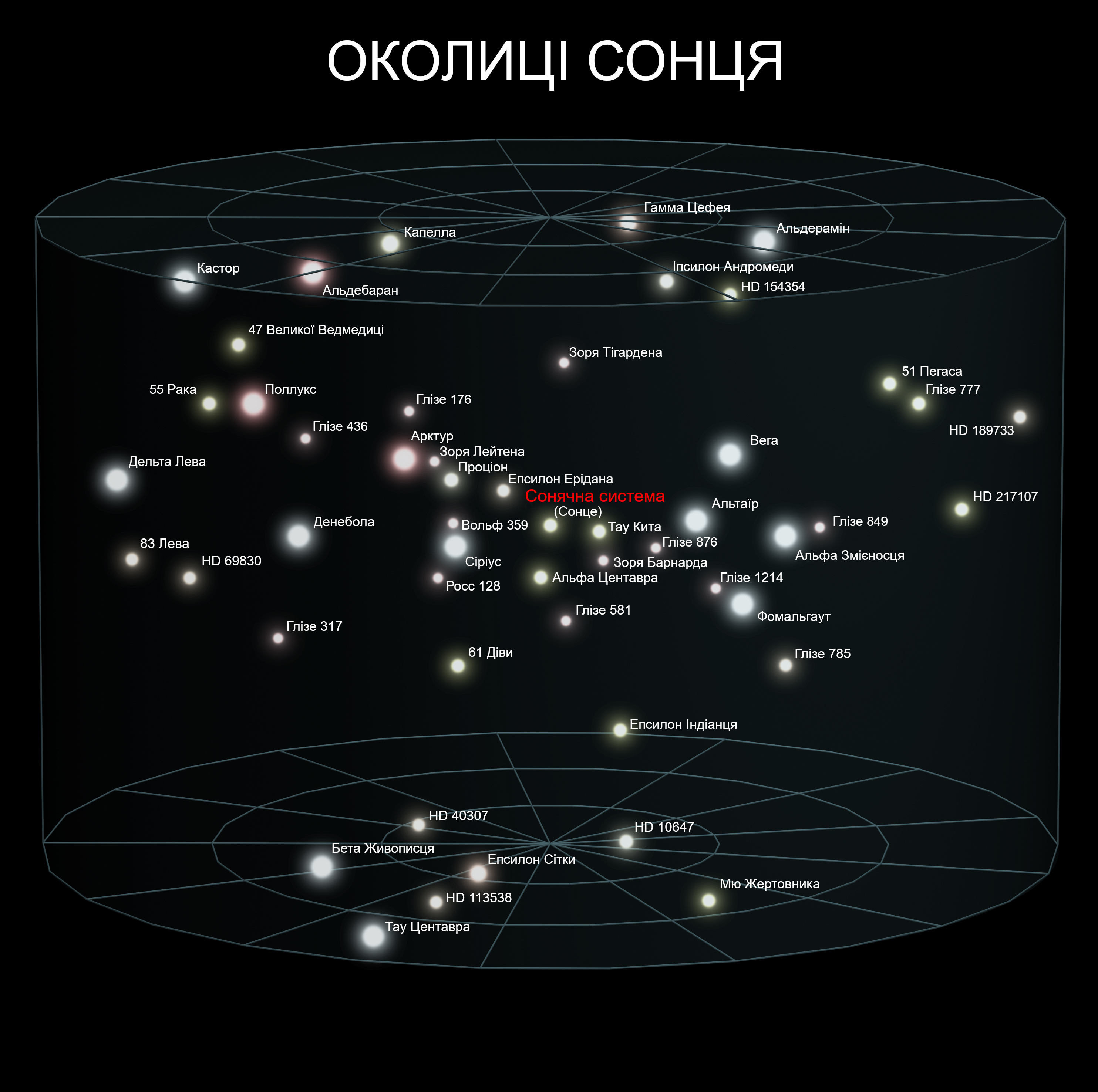
Найближчі зорі

Галактичне оточення Сонячної системи відоме як Місцева міжзоряна хмара. Це дещо щільніша ділянка розрідженої Місцевої бульбашки — області міжзоряного середовища протяжністю близько 300 св. р., яка має форму піскового годинника. Місцева бульбашка заповнена розрідженою високотемпературною плазмою. Імовірно, вона утворилася порівняно недавно в результаті вибуху кількох наднових.
У межах десяти світлових років (95 трлн км) від Сонця перебуває небагато зір. Найближчою є потрійна зоряна система Альфа Центавра, на відстані близько 4,3 св. р.
Альфа Центавра A і B — тісна подвійна система близьких за характеристиками до Сонця зір, у той час як маленький червоний карлик Альфа Центавра C (також відомий як Проксима Центавра) обертається навколо цієї пари на відстані 0,2 св. р. Наступними найближчими зорями є червоні карлики зоря Барнарда (5,9 св. р.), Вольф 359 (7,8 св. р.) і Лаланд 21185 (8,3 св. р.). Найбільша зоря в межах десяти світлових років — Сіріус, яскрава зоря головної послідовності з масою приблизно як дві маси Сонця і супутником — білим карликом Сіріус B. Система Сіріуса розташована на відстані 8,6 св. р. Інші зоряні системи в межах десяти світлових років — подвійна система червоних карликів Лейтен 726-8 (8,7 св. р.) і одиничний червоний карлик Росс 154 (9,7 св. р.). Найближча система коричневих карликів — Луман 16, розташована на відстані 6,59 світлових років. Найближча зоря, подібна до Сонця — Тау Кита — розташована на відстані 11,9 св. р. Має приблизно 80 відсотків маси Сонця, але лише 60 відсотків його світності. Найближча відома екзопланета, Альфа Центавра Bb, розташована в найближчій до нас зоряній системі Альфа Центавра, на відстані 4,3 св. р.

## Дослідження Сонячної системи
Історія професійного вивчення складу Сонячної системи почалася 1610 року, коли Галілео Галілей відкрив у свій телескоп 4 найбільші супутники Юпітера. Це відкриття було одним із доказів правильності геліоцентричної системи. 1655 року Християн Гюйгенс відкрив Титан — найбільший супутник Сатурна. До кінця XVII століття Кассіні відкрив ще 4 супутники Сатурна.
XVIII століття ознаменувалося важливою подією в астрономії — вперше з допомогою телескопа була відкрита раніше не відома планета Уран. Незабаром Гершелем, першовідкривачем нової планети, були відкриті 2 супутники Урана і 2 супутники Сатурна.
XIX століття почалося з нового астрономічного відкриття — був виявлений перший зореподібний об'єкт — астероїд Церера, 2006 року переведений у ранг карликової планети. А 1846 року була відкрита восьма планета — Нептун. Нептун був відкритий «на кінчику пера», тобто спочатку передбачений теоретично, а потім виявлений у телескоп, причому незалежно в Англії та у Франції.
1930 року Клайд Томбо (США) відкрив Плутон, названий дев'ятою планетою Сонячної системи. Однак 2006 року Плутон втратив статус планети і «став» карликовою планетою.
У другій половині XX століття було відкрито багато великих та малих супутників Юпітера, Сатурна, Урана, Нептуна, Плутона. Найбільш значну роль у цій серії наукових відкриттів мали місії американських АМС «Вояджер».
На межі XX—XXI століть було відкрито ряд малих тіл Сонячної системи, в тому числі карликові планети, плутино, а також супутники деяких із них і супутники планет-гігантів.
Тривають інструментальні та розрахункові пошуки транснептунових планет, в тому числі гіпотетичних.

## Колонізація Сонячної системи
Практичне значення колонізації зумовлене необхідністю забезпечити нормальне існування та розвиток людства. З часом зростання населення Землі, екологічні та кліматичні зміни можуть створити ситуацію, коли недостача придатної для проживання території загрожуватиме подальшому існуванню та розвитку земної цивілізації. Також до необхідності заселення інших об'єктів Сонячної системи може призвести і діяльність людини: економічна чи геополітична ситуація на планеті; глобальна катастрофа, викликана застосуванням зброї масового ураження; виснаження природних ресурсів планети та ін.
В рамках ідеї колонізації Сонячної системи необхідно розглянути т. зв. «тераформування» (лат. terra — земля і forma — вид) — перетворення кліматичних умов планети, супутника чи іншого космічного тіла для створення або зміни атмосфери, температури та екологічних умов у стан, придатний для проживання земних тварин і рослин. Наразі ця задача має в основному теоретичний інтерес, однак в майбутньому може отримати розвиток і на практиці.
Об'єктами, найпридатнішими для заселення їх колоністами із Землі, в першу чергу є Марс та Місяць. Інші об'єкти можуть бути також перетворені для проживання на них людей, однак здійснити це буде набагато важче через умови на цих планетах і деякі інші фактори (наприклад, відсутність магнітного поля, надмірна віддаленість або наближеність до Сонця, як у випадку з Меркурієм). При колонізації та тераформуванні планет необхідно буде враховувати: величину прискорення вільного падіння, обсяг отримуваної сонячної енергії, наявність води, рівень радіації (радіаційний фон), характер поверхні, ступінь загрози зіткнення планети з астероїдом та іншими малими тілами Сонячної системи.

## Галерея
У цьому розділі наведено тіла Сонячної системи, відібрані за розміром і якістю їхніх зображень, і відсортовані за зменшенням об'єму. Деякі великі об'єкти Сонячної системи не наведено (наприклад, Ерида), оскільки для них немає якісних зображень.
|                                               |                            |                                |                           |                             |                                |                         |
| Сонце (зоря)                                  | Юпітер (планета)           | Сатурн (планета)               | Уран (планета)            | Нептун (планета)            | Земля (планета)                | Венера (планета)        |
|                                               |                            |                                |                           |                             |                                |                         |
| Марс (планета)                                | Ганімед (супутник Юпітера) | Титан (супутник Сатурна)       | Меркурій (планета)        | Каллісто (супутник Юпітера) | Іо (супутник Юпітера)          | Місяць (супутник Землі) |
|                                               |                            |                                |                           |                             |                                |                         |
| Європа (супутник Юпітера)                     | Тритон (супутник Нептуна)  | Плутон (об'єкт поясу Койпера)  | Титанія (супутник Урана)  | Рея (супутник Сатурна)      | Оберон (супутник Урана)        | Япет (супутник Сатурна) |
|                                               |                            |                                |                           |                             |                                |                         |
| Харон (супутник Плутона)                      | Умбрієль (супутник Урана)  | Арієль (супутник Урана)        | Діона (супутник Сатурна)  | Тефія (супутник Сатурна)    | Церера (карликова планета)     | Веста (астероїд)        |
|                                               |                            |                                |                           |                             |                                |                         |
| Паллада (астероїд)                            | Енцелад (супутник Сатурна) | Міранда (супутник Урана)       | Протей (супутник Нептуна) | Мімас (супутник Сатурна)    | Гіперіон (супутник Сатурна)    | Ірида (астероїд)        |
|                                               |                            |                                |                           |                             |                                |                         |
| Феба (супутник Сатурна)                       | Янус (супутник Сатурна)    | Епіметей (супутник Сатурна)    | Лютеція (астероїд)        | Прометей (супутник Сатурна) | Пандора (супутник Сатурна)     | Матільда (астероїд)     |
|                                               |                            |                                |                           |                             |                                |                         |
| Гелена (супутник Сатурна)                     | Іда (астероїд)             | Аррокот (об'єкт поясу Койпера) | Фобос (супутник Марса)    | Деймос (супутник Марса)     | Чурюмова– Герасименко (комета) | Гартлі 2 (комета)       |
| Цей шаблон: переглянути обговорити редагувати |                            |                                |                           |                             |                                |                         |